# Harry Oldmeadow
Kenneth « Harry » Oldmeadow est un universitaire australien, né en 1947, auteur d'ouvrages sur la religion, le pérennialisme et la philosophie.

## Études et carrière
Oldmeadow naît à Melbourne en 1947. Ses parents sont missionnaires chrétiens en Inde, où il passe les neuf premières années de son enfance et développe un intérêt pour les civilisations de l'Orient,.
Il étudie l'histoire, la politique et la littérature à l'Université nationale australienne de Canberra et à l'Université de Sydney, tout en donnant des cours d'histoire à l'Université de La Trobe de Melbourne. En 1971, une bourse du Commonwealth pour un travail de recherches à l'étranger lui permet d'étudier à l'Université d'Oxford ; suivent plusieurs voyages en Europe et en Afrique du Nord.
En 1980, Oldmeadow obtient un master en sciences des religions à l'Université de Sydney. Son mémoire, qui porte sur l'œuvre de Frithjof Schuon et des autres principaux auteurs pérennialistes, reçoit la Médaille d'excellence en recherche de l'Université de Sydney. Son travail est publié par l'Institut d'Études Traditionnelles du Sri Lanka, sous le titre Traditionalism: Religion in the Light of the Perennial Philosophy (Traditionalisme: la religion à la lumière de la philosophie pérenne). C'est sous les auspices de ce même institut qu'Oldmeadow inaugure la conférence commémorative d'Ananda Coomaraswamy à Colombo, avec un exposé  sur La Tradition religieuse des aborigènes d'Australie,,.
Oldmeadow est coordinateur des études philosophiques et religieuses à l'université La Trobe. Il publie nombre d'articles dans des revues telles que Sacred Web (Vancouver, Canada), Sophia (Washington, D.C.) et Asian Philosophy (Nottingham, Angleterre). Fin 2001, il est un des principaux conférenciers d'un grand rassemblement inter-religieux à Sydney organisé par le Centre australien pour le soufisme sur la nécessité d'une compréhension inter-religieuse dans le sillage des attentats du 11 septembre 2001.

## Publications

### Essais
- (en) A Christian Pilgrim in India: The Spiritual Journey of Swami Abhishiktananda (Henri Le Saux), Bloomington/Indiana, World Wisdom, 2007, 316 p. (ISBN 978-1-933316-45-1, lire en ligne)
- Henri Le Saux : christianisme et spiritualité indienne (trad. de l'anglais), Paris, Almora, 2010, 384 p. (ISBN 978-235118050-1).
- (en) Frithjof Schuon and the Perennial Philosophy, Bloomington/Indiana, World Wisdom, 2010, 346 p. (ISBN 978-1-935493-09-9, lire en ligne)
- (en) Traditionalism: Religion in the Light of Perennial Philosophy, Philmont/NewYork, Sophia Perennis, 2011, 252 p. (ISBN 978-1-59731-131-1)
- (pt) (avec en:Mateus Soares de Azevedo) Occultism & Religion: in Freud, Jung and Mircea Eliade, São Paulo, Ibrasa, 2011  (ISBN 978-85-348-0336-6).
- (en) Touchstones of the Spirit: Essays on Religion, Tradition and Modernity, Bloomington/Indiana, World Wisdom, 2012, 298 p. (ISBN 978-1-936597-03-1)
- Vers l'Orient ! : la rencontre des Occidentaux avec les traditions orientales au XXe siècle (trad. de l'anglais), Lachapelle-sous-Aubenas, Hozhoni, 2017, 660 p. (ISBN 978-2-37241-007-6).
- Black Elk et l'héritage de la tradition lakota (trad. de l'anglais), Lachapelle-sous-Aubenas, Hozhoni, 2020, 420 p. (ISBN 978-237241074-8)

### Articles
- Luther's Affirmation, St Mark's Review, No. 52, May 1968
- Petrarch and Dr. Leavis: A Perspective on Literature and Society, ANU Historical Journal, No 6, Nov 1969
- Traditional and Modern Attitudes to Religious Biography, Religious Traditions, VII-IX 1986
- The Religious Tradition of the Australian Aborigines, Sri Lanka Institute of Traditional Studies, 1990
- The Religious Tradition of the Australian Aborigines in A. Sharma (ed) Fragments of Infinity: Essays in Philosophy and Religion, Prism Press, 1991
- Disowning the Past: the Political and Postmodernist Assault on the Humanities, Quadrant, March 1992
- Sankara's Doctrine of Maya, Asian Philosophy 2:2, 1992
- The Life and Work of René Guénon introduction to R. Guénon's Reign of Quantity, Sophia Perennis et Universalis, 1995
- Modern Science and the Destruction of Traditional Understandings, Australian Orthodontic Journal 14:3, October 1996
- Tracking The Searchers: A survey of its critical reception, Continuum, 11:2 1997
- Delivering the last blade of grass: Aspects of the Bodhisattva Ideal in the Mahayana, Asian Philosophy, 1997
- Metaphysics, Theology and Philosophy, Sacred Web I, 1998
- A Sage for the Times: the Role and Oeuvre of Frithjof Schuon, Sophia, 1998
- The Translucence of the Eternal: Religious Understandings of the Natural Order, Sacred Web 2, 1998
- To a Buddhist Beat: Allen Ginsberg on Poetics, Politics and Spirituality, Beyond the Divide 3, 1999
- The Role of Mystical Traditions in the Contemporary World, The Treasure: Australia's Sufi Magazine, Issue No. 8, 2000
- Formal Diversity, Inner Unity, Sacred Web, 2000
- The Not-so-Close Encounters of Western Psychology & Eastern Spirituality, The Animist, 2000
- Melodies de l’au-dela: perspective schuonienne sur la religion des aborigènes d’Australie, Les Dossiers H Frithjof Schuon, L'Âge d'Homme, 2002
- Signs of the Supra-Sensible: Frithjof Schuon on the Natural Order, Sacred Web, 2001
- Seeing God Everywhere: Essays on Nature and the Sacred, Bloomington, World Wisdom, 2003